# Нектов, Прокофий Васильевич
Прокофий Васильевич Нектов (23 февраля 1912, с. Казанка, Оренбургский уезд, Оренбургская губерния, Российская империя — 16 мая 1987, там же) — комбайнер Белозерской МТС, Оренбургская область.

## Биография
Родился 23 февраля 1912 года в селе Казанка Оренбургского уезда Оренбургской губернии, в крестьянской семье села. В 2-летнем возрасте лишился отца, воспитывался в доме дедушки.
Окончил 4 класса церковно-приходской школы. С детства работал в поле, был погонщиком лошадей, помогал сеять и убирать хлеб.
В 1930 году вступил в колхоз. В 1932 году окончил курсы трактористов, работал на прицепах тракторов, а затем трактористом в новообразованном совхозе имени Молотова. В 1934 году был назначен бригадиром тракторной бригады в Белозерской МТС. В том же году переехал в село Казанка, перешел работать в колхоз «Трудовой фронт».
В октябре 1942 года был призван в Красную Армию. Прошел подготовку в запасном полку в поселке Купавна Ногинского района Московской области. С февраля 1943 года участвовал в боях с захватчиками на Ленинградском фронте. Воевать пришлось не долго. В апреле того же года под Старой Руссой он был тяжело ранен, в госпитале ампутировали ноги. Перенес восемнадцать операций, в декабре 1943 года вернулся домой инвалидом.
Не желая лежать без дела, он решил вернуться в поле — стать комбайнером. По его просьбе к дому из Белозерской МТС был привезен списанный комбайн СЗК. Прокофий Нектов сумел самостоятельно восстановил эту машину и научился работать на ней. Стал работать комбайнером в Белозерской МТС, затем в колхозе имени Кирова.
В победном 1945 году он убрал свой первый хлеб, обработал этим комбайном 450 гектаров. Тогда газеты писали: "Прокофий Нектов из деревни Казанка Шарлыкского района Оренбургской области возглавил в стране движение «Инвалиды, в строй.». В 1949 году звено Нектова заняло первое место в районе, обмолотив хлеба с площади тысячи гектаров, за что Министерство сельского хозяйства выделило колхозу имени Кирова для Прокофия новенький комбайн «Сталинец-6». За штурвал новой машины сел Нектов. В ближайшую страду он перекрыл прежние результаты в три раза: довел выработку до 500, затем до 700 и свыше тысячи гектаров. В 1951 году им была достигнута рекордная выработка — 1640 гектаров зерновых. В том же году был награждён орденом Ленина.
В 1960 году на смену прицепным комбайнам в колхоз пришли самоходные, и герой двух фронтов — военного и трудового оказался невостребованным.
Жил в селе Казанка. Скончался 16 мая 1987 года.

## Награды и звания
- звание Герой Социалистического Труда и золотая медаль «Серп и Молот» (10.10.1953 года[1]) — за «героизм в труде, проявленные комбайнером Белозерской МТС Нектовым Прокофием Васильевичем, добившимся в течение ряда лет высоких показателей на уборке и обмолоте зерновых культур, будучи лишенным обеих ног в связи с тяжелым ранением при защите Родины в годы Великой Отечественной войны».
- 4 ордена Ленина:
  - 24.08.1951
  - 10.10.1953 — к званию Герой Социалистического Труда
  - 27.03.1954 — за достижение высоких показателей на уборке и обмолоте зерновых культур (за 20 рабочих дней на комбане «Сталинец-6» намолотил 10 054 центнера зерновых)
- Орден Трудового Красного Знамени (28.06.1955)
- Отечественной войны 1-й степени
- медали.

## Память
- В селе Казанка имя П. В. Нектова носит средняя школа, в которой открыт музей, на здании школы установлена мемориальная доска.
- Про героя снято 4 документальных фильма.
- В 2010 году в городе Оренбурге в мемориальном комплексе «Салют, Победа» торжественно был открыт бюст.
- 23 августа 2016 года в селе Казанка Шарлыкского района Оренбургской области был открыт Музейно-культурный центр трудовой славы Оренбуржья имени Героя Социалистического труда Прокофия Нектова.